# پادری (مجموعه تلویزیونی)
پادری نام مجموعه تلویزیونی است که ابتدا قرار بود در نوروز ۱۳۹۵ پخش شود ولی پخش آن به ماه رمضان موکول شد. این اثر فصل دوم سریال دودکش است که با نام پادری پخش شد. همچنین پادری پیش از مجموعه دودکش ۲ پخش شده و دودکش ۲ داستان ۵ سال آینده این داستان را نشان می‌دهد. پادری به کارگردانی محمد حسین لطیفی و تهیه‌کنندگی سید محمود رضوی در تهران ساخته شده و در رمضان ۱۳۹۵ از شبکه یک سیما پخش شده است. 

## داستان
داستان «پادری» دررابطه با قالیشویی مشتاق است که تعطیل شده است، و فیروز مشتاق در ایام نزدیک به نوروز به خاطر از دست نرفتن اعتبار قالیشویی و حفظ مشتریان سابق، سعی می‌کند با اجاره یک قالیشویی دیگر، کارش را پی بگیرد، او که با انبوهی از فرش‌های نشسته روبرو است، دردسرهای جدیدی برایش رخ می‌دهد. از طرفی نصرت برخلاف گذشته دارای وضع مالی خوبی می‌شود…اما این ظاهر قضیه است و به نظر می‌رسد همهٔ این امکانات الکی و دروغی است… فیروز که از یک طرف درگیر پیدا کردن قالیشویی جدید است از طرفی دیگر با مشکل نصرت رو به رو می‌شود و مجبور می‌شود آن را هم حل و فصل کند همهٔ این مشکلات فضای طنز گونه ای ایجاد می‌کنند که با نقش آفرینی هومن برق نورد بسیار طنز روایت می‌شود.

## بازیگران
| بازیگر            | نقش             | توضیحات                                                           |
| ----------------- | --------------- | ----------------------------------------------------------------- |
| هومن برق‌نورد      | فیروز مشتاق     | همسر عفت، برادر بهروز و افروز، پدر پوریا و پریا                   |
| بهنام تشکر        | نصرت سوزنچیان   | همسر افروز، برادر عفت، پدر رونیکا                                 |
| سیما تیرانداز     | عفت سوزنچیان    | همسر فیروز، خواهر نصرت، مادر پوریاو پریا                          |
| امیرحسین رستمی    | بهروز مشتاق     | برادر فیروز و افروز                                               |
| نگار عابدی        | افروز مشتاق     | همسر نصرت، خواهر بهروز و فیروز، مادر رونیکا                       |
| مجید یاسر         | منصور خوش‌قدم    | همکار ودوست نزدیک نصرت                                            |
| محمدرضا شیرخانلو  | پوریا مشتاق     | پسر فیروز و عفت                                                   |
| یاس نوروزی        | پریا مشتاق      | دختر فیروز و عفت                                                  |
| زینب فلاحت‌پیشه    | رونیکا سوزنچیان | دختر نصرت و افروز                                                 |
| نصرت میرعظیمی     | هوشنگ           | کارگر قالیشویی                                                    |
| شهین تسلیمی       | شهین            | همسایه، همسر بیژنی، مادر پژمان                                    |
| صدرالدین حجازی    | بیژنی           | همسایه، همسر شهین، پدر پژمان                                      |
| کریم قربانی       | شاپوری          | همسایه، همسر زیور                                                 |
| ابراهیم‌آبادی      | اردشیر خان      | صاحب خانه                                                         |
| آتیه جاوید        | زیور            | همسایه، همسر شاپوری                                               |
| جمشید مشایخی      | سیاوش رستمی     | مشتری قالیشویی                                                    |
| فریبا طالبی       | شیوا متأهل      | پرستار                                                            |
| حسام خلیل‌نژاد     | پژمان بیژنی     | پسر شهین و بیژنی                                                  |
| مهدی دانایی مقدم  | صفدر            | کارگر قالیشویی                                                    |
| حسن کریم خان زند  | پلیس            | رئیس اداره آگاهی، مأمور پرونده‌های لاشخورها و هلدینگ فراتوسعه نوین |
| حسین زمانی        | پزشک            | پزشک بیمارستان                                                    |
| شکرالله حسنی      | عمو جان         | عموی دندان‌آسیب‌دیده، عمو جان قلابی                                 |
| سید جلال طباطبایی | گارسون رستوران  | گارسون رستوران هلدینگ فراتوسعه نوین                               |
| سید رضا حسینی     | رجب             | کارگر قالیشویی                                                    |